# Alton (Iowa)
Alton és una població dels Estats Units a l'estat d'Iowa. Segons el cens del 2000 tenia 1.095 habitants.

## Demografia
Segons el cens del 2000, Alton tenia 1.095 habitants, 439 habitatges, i 297 famílies. La densitat de població era de 283,7 habitants per km².
Dels 439 habitatges en un 32,3% hi vivien nens de menys de 18 anys, en un 61,3% hi vivien parelles casades, en un 4,1% dones solteres, i en un 32,3% no eren unitats familiars. En el 30,1% dels habitatges hi vivien persones soles el 15,7% de les quals corresponia a persones de 65 anys o més que vivien soles. El nombre mitjà de persones vivint en cada habitatge era de 2,49 i el nombre mitjà de persones que vivien en cada família era de 3,14.
Per edats la població es repartia de la següent manera: un 27,4% tenia menys de 18 anys, un 10,5% entre 18 i 24, un 26,4% entre 25 i 44, un 19,8% de 45 a 60 i un 15,9% 65 anys o més.
L'edat mediana era de 38 anys. Per cada 100 dones de 18 o més anys hi havia 99,7 homes.
La renda mediana per habitatge era de 39.911 $ i la renda mediana per família de 47.143 $. Els homes tenien una renda mediana de 30.500 $ mentre que les dones 19.570 $. La renda per capita de la població era de 16.663 $. Entorn del 4% de les famílies i el 4,2% de la població estaven per davall del llindar de pobresa.

## Poblacions més properes
El següent diagrama mostra les poblacions més properes.